# Diamante Blanco de Dresde
El diamante Blanco de Dresde (también conocido como Blanco de Dresde o Blanco Sajón) es una gema de talla cojín con un peso de 62 quilates (12,4 g), que probablemente procede de las minas de Golconda, en la India meridional.
Su nombre deriva de la ciudad de Dresde (donde forma parte de la colección de joyas depositadas en el Palacio de la capital de Sajonia), y del contraste de su aspecto incoloro con el otro famoso diamante con el que comparte historia, el diamante Verde de Dresde.

## Historia

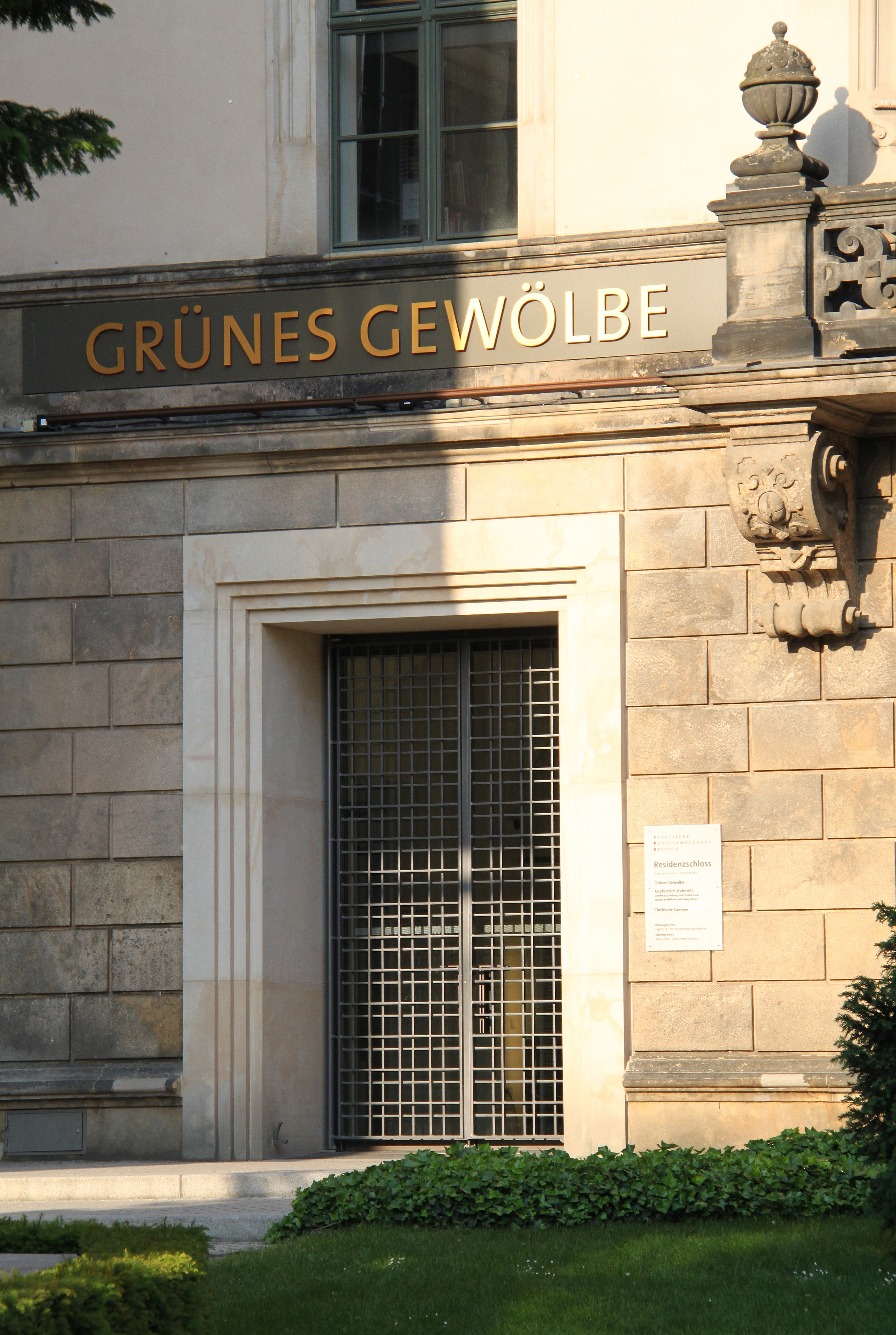
Entrada a la Bóveda Verde en 2012

Cuando el diamante fue mostrado por primera vez a Federico Augusto I, rey de Sajonia, quedó tan cautivado por su talla, claridad y color que decidió adquirirlo a cualquier precio.
Para albergar su enorme colección de tesoros, instaló la Grünes Gewölbe  (Bóveda Verde) en el Palacio de Dresde.
En 1746, el orfebre Jean Jacques Pallard diseñó el elaborado Toisón de Oro para Federico Augusto, y el Blanco de Dresde se colocó en la parte superior del diseño. Sin embargo, tras la finalización de la Guerra de los Siete Años, el Toisón de Oro se disgregó. El Blanco de Dresde se incorporó entonces a un adorno de nudo de hombro diseñado con 19 diamantes grandes y 216 piedras pequeñas.
Tras la Primera Guerra Mundial, los objetos de la Bóveda Verde se exhibieron públicamente. Permanecieron allí hasta el comienzo de la Segunda Guerra Mundial, cuando volvieron a estar bajo llave. En el punto álgido de la guerra, en 1942, los objetos fueron transferidos a la Fortaleza de Königstein.
En 1945, la Comisión Soviética de Trofeos trasladó el contenido de la Bóveda Verde a Moscú, pero lo devolvió sano y salvo en 1958. El contenido se exhibió posteriormente en el Albertinum de Dresde, construido en el mismo emplazamiento que el museo original de Dresde.
El 25 de noviembre de 2019, un grupo de ladrones sustrajo gran parte de las joyas durante el robo en la Bóveda Verde de Dresde, incluido el diamante Blanco.
El 17 de noviembre de 2020, tres personas fueron detenidas en Berlín en relación con el robo. La operación policial, con 1638 agentes, centró su búsqueda principalmente en Neukölln, al sur de Berlín.